# Green Team
O Green Team, também chamado de Brasília Futsal, é um clube de futsal brasileiro, sediado em Brasília, no Distrito Federal. Foi fundado em 27 de novembro de 2011. 
O clube que era presidido pelo empresário Antônio Rocha e que contava com o apoio do SESI. Foi usada a base do Cruzeiro para a disputa da Liga Futsal.

## Liga Nacional de Futsal
Em 2014 disputou a Liga Futsal pela primeira vez. O time de Brasília terminou a competição na 17º posição com 11 pontos em 18 jogos (03 vitórias, 02 empates, 13 derrotas, 32 gols marcados e 69 gols sofridos).
O time que jogou a Liga Futsal era formado por: Mancha (goleiro), Marlon (fixo), Ariel (fixo/ala), Tiago de Bail (ala) e Genário (pivô).
As três vitórias foram as seguintes:
02/08/2014 Green Team 4 x 2 Guarapuava
23/08/2014 Green Team 1 x 0 São Paulo/ Bauru Futsal
25/09/2014 Florianópolis 1 x 2 Green Team